# Rivière Dancelou
Der Rivière Dancelou ist ein etwa 157 km langer Zufluss der Ungava Bay in der kanadischen Provinz Québec.

## Flusslauf
Der Rivière Dancelou hat seinen Ursprung 10 km nordnordöstlich des Lac Thévenet im Norden der Labrador-Halbinsel auf einer Höhe von etwa 180 m. Er durchfließt die Tundralandschaft des Kanadischen Schildes. Er fließt anfangs in überwiegend östlicher Richtung durch mehrere Seen. Am oberen Flusslauf liegen die Seen Lac Lizotte, Lac De Freneuse, Lac Klein, Lac Ferguson und Lac Qangattajuvinirtalik. Er erreicht den Lac Diana. Nach dessen Verlassens fließt er noch 70 km in nordnordöstlicher Richtung zum Meer. Die Flussmündung befindet sich 72 km ostnordöstlich von Tasiujaq an der Südküste der Leaf Bay. Das Einzugsgebiet des Rivière Dancelou ist 1070 km² groß. Weiter westlich verläuft der Rivière Curot, weiter östlich der Rivière Nepihjee.

## Namensgebung
In Inuktitut heißt der Fluss Qasigiarsiuviup Kuunga. Der Inuit-Flussname bedeutet, „der Fluss, wo Seehunde gejagt werden“.